# Meyenheim
Meyenheim é uma comuna francesa na região administrativa de Grande Leste, no departamento Alto Reno. Estende-se por uma área de 12,81 km². Em 2010 a comuna tinha 1 673 habitantes (densidade: 130,6 hab./km²).